# كرسي تدليك

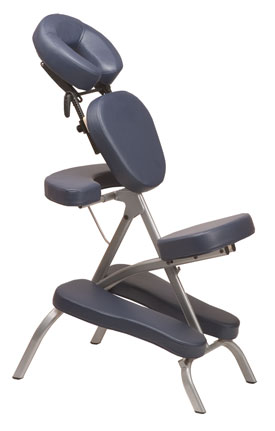
كرسي تدليك تقليدي

كرسي التدليك هو كرسي مصمم لعمل التدليك. يسمح كرسي التدليك التقليدي بالوصول إلى الرأس، الأكتاف والظهر بينما تستخدم كراسي التدليك الروبوتية هزازات إلكترونية ومحركات.

## كراسي التدليك التقليدية
إن تصميم كراسي التدليك الهندسي هو مثل الكراسي المحمولة تماماً يُركّز كرسي التدليك على الرأس والرقبة والأكتاف والظهر والذراعان واليدان. يستطيع أخصائيو التدليك عمل تدليك في أي مكان لسهولة حمل الكرسي وليس هناك حاجة ليقوم العملاء بنزع ملابسهم ليحصلوا على تدليك؛ وبسبب هذين العاملين فإن كراسي التدليك موجودة في أماكن مثل المكاتب التجارية والمعارض التجارية والمؤتمرات وغيرها.

## كراسي التدليك الروبوتية

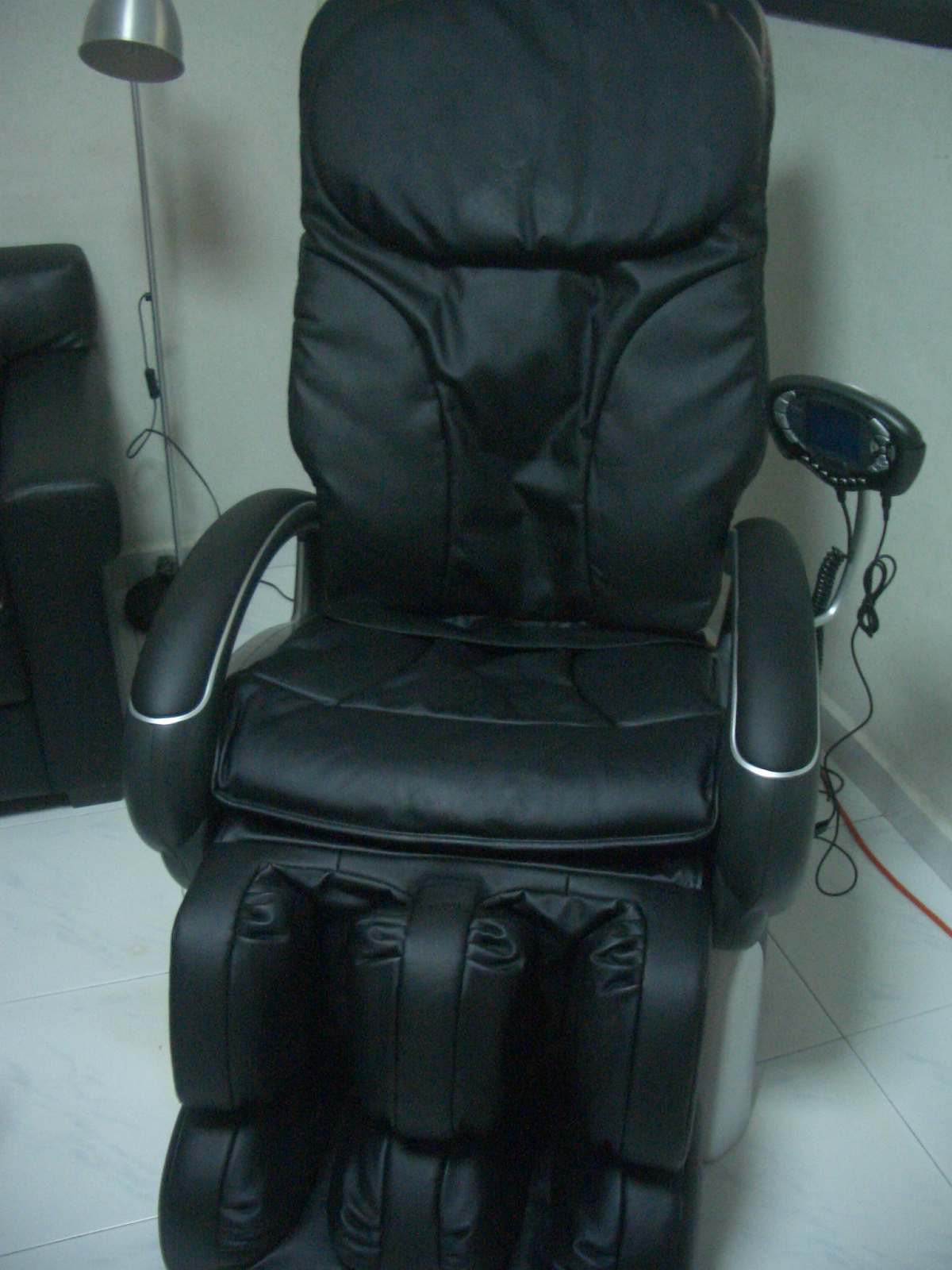
كرسي تدليك روبوتي

يحوي كرسي التدليك الروبوتي محركات وتروس إلكترونية داخلية صممت خصيصًا للتدليك. غالبية كراسي التدليك لديها أنواع متعددة من وحدة التحكم وذلك لاختلاف النوع والمكان وقوة التدليك. وكان أول كرسي تدليك الكتروني قد اخترع في اليابان قبل الحرب العالمية الثانية.
هناك عدة أنواع وعلامات تجارية ومن ضمنها الطراز المكتبي الذي يعمل على البطاريات الداخلية، أما الخيار الأقل تكلفة فهو وضع وسادة مستقلة على أي كرسي.
كانت شركة فيوجيوريكي هي أول من أدخل كراسي التدليك الروبوتية للسوق عام 1954. ويُشار إلى أن اليابان هي أكبر مستهلك لكراسي التدليك في الوقت الحالي، حيث تشير الاستبيانات إلى أن أكثر من 20% من الأُسر اليابانية تملك كرسي تدليك.
تختلف كراسي التدليك في السعر والشكل والقوة فالفرق يبدأ من الأقل تكلفة حيث تكون خاصيته هي الاهتزاز فقط، إلى النوع ذي القوة الكاملة والذي تكون خاصيته المميزة الضغط الإبري.

### كراسي التدليك منعدمة الجاذبية
تم استيحاء فكرة كراسي التدليك المنعدمة الجاذبية من وكالة ناسا الفضائية تحاكي هذه الوضعية وضعية رواد الفضاء خلال اقلاعهم في البعثات الفضائية.وقد أظهرت الدراسات التي أجراها علماء وكالة ناسا أن جسم الإنسان هو الأكثر خاليا من الإجهاد عندما تكون زاوية الجذع إلى الفخذ 128 درجة. لأن رواد الفضاء يتحملون زيادات حادة ومفاجئة في الجاذبية بينما يهربون من قوة الجاذبية الأرضية، من المهم أن يضعوا أنفسهم بحيث يمكن لأجسامهم التعامل مع الزيادة في الإجهاد. وبافتراض وجود وضع مائل، يوزع رواد الفضاء ضغوط الإقلاع عبر أجسامهم بطريقة آمنة. تحقيقا لهذه الغاية، كراسي الجلوس لرواد الفضاء تستخدم الوضعية المائلة أثناء انطلاق المركبة الفضائية.
يمكن لكراسي التدليك ذات الجاذبية الصفرية أن تتمدد للمساعدة في توزيع وزن المستخدم عبر الكرسي . تدعي الشركات المصنعة أن هذا يخفف الضغط على الجسم ويسمح بتجربة تدليك أكثر عمقا وأكثر كثافة. يزعم بعض المصنِّعين أن تقليل الضغط على جسمك فعال للغاية، مما يجعلك تشعر بأنك عديم الوزن فعليًا.
تساعد ميزة انعدام الجاذبيّة في كراسي التدليك على توزيع وزن المستخدم في جميع أنحاء الكرسي، وبالتالي لا يتمركز في أي مكان بعينه. ومن ثم فإن أي إجهاد قد يكون قد تراكم في الجسم على مدار اليوم يتبدد ويصبح الجسم مرتاحًا من كل الإجهاد. تضمن الميزة أيضًا أن يحصل المستخدم على تجربة تدليك أكثر عمقًا وأكثر كثافة.
يتم تقليل الضغط إلى درجة يشعر فيها الشخص وكأنه عديم الوزن تمامًا، مما يمنح المستخدم شعورًا بالتعويم على سحابة. تأتي بعض كراسي التدليك مجهزة بأكثر من وضعية واحدة للجاذبية. ومن بين هذه الوضعيات الوضعية التي يرتفع فيها أقدام المستخدم عند مستوى أعلى من مستوى قلبه، يقال إن المركز له تأثير علاجي يعمل بسرعة كبيرة ويدعي العديد من الأفراد أنه يشعر بالفوائد على الفور.
في حين أن العديد من مصنعي كراسي التدليك يقدمون نماذج تأتي مع ميزة وضعية الجاذبية الصفرية أو انعدام الجاذبية، فأنه ليست كل كراسي التدليك تحوي ميزة انعدام الجاذبية .وفي حين أن بعض الشركات المصنعة للأثاث تقدم الكراسي بوضعية انعدام الجاذبية، ولكن لايوجد دراسات تؤكد أن هذه الكراسي سوف تزيل التوتر والإجهاد.